# Старовірівська сільська рада (Нововодолазький район)
Старові́рівська сільська́ ра́да — адміністративно-територіальна одиниця та орган місцевого самоврядування в Нововодолазькому районі Харківської області. Адміністративний центр — село Старовірівка.

## Загальні відомості
- Територія ради: 203,77 км²
- Населення ради: 4 861 особа (станом на 2001 рік)
- Територією ради протікає річка Берестова.

## Населені пункти
Сільській раді підпорядковані населені пункти:
- с. Старовірівка
- с. Дячківка
- с. Муравлинка
- с-ще Палатки
- с. Раківка

## Склад ради
Рада складається з 20 депутатів та голови.
- Голова ради: Біндус Микола Васильович

### Керівний склад попередніх скликань
| Прізвище, ім'я, по батькові | Основні відомості                                                             | Дата обрання | Дата звільнення |
| --------------------------- | ----------------------------------------------------------------------------- | ------------ | --------------- |
| Біндус Микола Васильович    | Сільський голова, 1972 року народження, освіта незакінчена вища, безпартійний | 26.03.2006   | 31.10.2010      |
| Біндус Микола Васильович    | Сільський голова, 1972 року народження, освіта незакінчена вища, безпартійний | 31.10.2010   |                 |

Примітка: таблиця складена за даними сайту Верховної Ради України

### Депутати
За результатами місцевих виборів 2010 року депутатами ради стали:

#### За суб'єктами висування
| Суб'єкт висування | Кількість обраних депутатів | %  |
| ----------------- | --------------------------- | -- |
| Партія регіонів   | 13                          | 65 |
| Самовисування     | 7                           | 35 |

#### За округами
| № округу        | Прізвище, ім'я, по батькові      | Дата визнання обраним | Освіта             | Партійна приналежність | Відомості про обраного депутата                                |
| --------------- | -------------------------------- | --------------------- | ------------------ | ---------------------- | -------------------------------------------------------------- |
| Партія регіонів |                                  |                       |                    |                        |                                                                |
| 3               | Шишкін Леонід Володимирович      | 03.11.2010            | вища               | позапартійний          | Старовірівська дільнична лікарня, стома толог                  |
| 4               | Меренков Віктор Миколайович      | 03.11.2010            | середня спеціальна | позапартійний          | СТОВ «Дружба», механізатор                                     |
| 5               | Азаренко Олександр Іванович      | 03.11.2010            | вища               | член Партії регіонів   | СТОВ «Дружба», агро ном                                        |
| 8               | Рослякова Раїса Йосипівна        | 03.11.2010            | середня спеціальна | позапартійна           | фельдшерсько-акушерський пункт с. ІІ Старовірівка, завідувачка |
| 11              | Сотнікова Олена Василівна        | 03.11.2010            | вища               | позапартійна           | Старовірівська загальноосвітня школа І-ІІ ст., вчитель         |
| 12              | Волобуєва Валентина Павлівна     | 03.11.2010            | вища               | член Партії регіонів   | Старовірівська загальноосвітня школа І-ІІІ ст., вчитель        |
| 13              | Тверитнікова Галина Іванівна     | 03.11.2010            | середня            | член Партії регіонів   | тимчасово не працює                                            |
| 14              | Друпов Віктор Анатолійович       | 03.11.2010            | середня спеціальна | член Партії регіонів   | пенсіонер                                                      |
| 15              | Селіхов Сергій Олексійович       | 03.11.2010            | вища               | член Партії регіонів   | тимчасово не працює                                            |
| 17              | Нартова Світлана Володимирівна   | 03.11.2010            | середня спеціальна | член Партії регіонів   | ПП Нартова, підприємець                                        |
| 18              | Головінов Олександр Анатолійович | 03.11.2010            | середня спеціальна | позапартійний          | ПП Головінов, підприємець                                      |
| 19              | Канівець Олексій Іларіонович     | 03.11.2010            | середня спеціальна | позапартійний          | пенсіонер                                                      |
| 20              | Лук'янченко Ірина Олексіївна     | 03.11.2010            | середня спеціальна | член Партії регіонів   | Власівська загальноосвітня школа І-ІІ ст., вчитель             |
| Самовисування   |                                  |                       |                    |                        |                                                                |
| 1               | Дяконова Ольга Анатоліївна       | 03.11.2010            | середня            | позапартійна           | Старовірівська сільська рада, секре тар викон кому             |
| 2               | Сизова Алла Володимирівна        | 03.11.2010            | середня спеціальна | позапартійна           | Старовірівська сільська рада, голов ний бухгалтер              |
| 6               | Головінов Вячеслав Григорович    | 03.11.2010            | вища               | позапартійний          | Старовірівська дільнична лікарня, головний лікар               |
| 7               | Травкін Віктор Олександрович     | 03.11.2010            | вища               | позапартійний          | Старовірівська сільська рада, спеціаліст І категорії           |
| 9               | Крипак Сергій Іванович           | 03.11.2010            | середня            | позапартійний          | Старовірівське лісництво, водій                                |
| 10              | Зінов'єв Володимир Петрович      | 03.11.2010            | середня            | позапартійний          | Аграрний дім ім. Горького, механізатор                         |
| 16              | Головінова Юлія Юріївна          | 03.11.2010            | вища               | позапартійна           | БК с. Старовірівка, завідувачка                                |